# Fil Liung
Fil Liung är en bergsrygg i Schweiz. Den ligger i regionen Surselva och kantonen Graubünden, i den sydöstra delen av landet. Toppen på Fil Liung är 3 062 meter över havet.
Den högsta punkten i närheten är Piz Medel, 3 210 meter över havet, 1,5 km söder om Fil Liung.
Trakten runt Fil Liung består i huvudsak av kala bergstoppar.